# Чемпионат мира по регби 2011
Чемпионат мира по регби 2011 (англ. 2011 Rugby World Cup) — седьмой розыгрыш крупнейшего международного турнира по регби, состоявшийся в Новой Зеландии с 9 сентября по 23 октября 2011 года. Международный совет регби принял решение о проведении турнира в Новой Зеландии 17 ноября 2005: заявка островитян обошла заявки Японии и ЮАР. Победу на чемпионате мира одержала сборная Новой Зеландии, победившая со счётом 8:7 сборную Франции, а действовавшие чемпионы мира, сборная ЮАР, проиграла в четвертьфинале Австралии со счётом 11:9.
Это спортивное соревнование является крупнейшим по своим масштабам в Новой Зеландии на данный момент: оно оставило позади себя по масштабам проведения, затратам и участникам чемпионат мира по регби 1987, Игры Содружества 1990, чемпионат мира по крикету 1992 и регату Кубка Америки 2003. Общее число туристов, прибывших в Новую Зеландию, составило 133 тысячи человек при ожидаемых 95 тысячах.
Матчи турнира продолжались в течение шести недель, начиная с церемонии открытия 9 сентября и заканчивая финальным матчем и церемонией награждения 23 октября. Дата проведения финала была выбрана неслучайно, поскольку матч проводился в воскресенье, шедшее перед Днём труда (он отмечается каждый 4-й понедельник октября в Новой Зеландии). Финал состоялся на стадионе «Иден Парк» в Окленде.
В турнире изначально планировали принять участие только 16 сборных, однако 30 ноября 2007 Международный совет регби решил оставить 20 сборных. В финальную часть попали 12 команд автоматически по итогам чемпионата мира 2007 года (все команды, занявшие в своих группах места с первого по третье), ещё восемь квалифицировались благодаря отборочным турнирам. Состав почти не изменился по сравнению с 2007 годом, но вместо Португалии на чемпионате впервые в своей истории сыграла Россия: несмотря на то, что она уступила во всех четырёх встречах группового этапа, российская сборная занесла восемь попыток, что ещё не удавалось никому из команд-дебютантов, установив таким образом рекорд чемпионатов мира.

## Выбор хозяев
За место чемпионата мира боролись Новая Зеландия, Япония и ЮАР.
- В 1987 году Новая Зеландия и Австралия принимали первый чемпионат мира по регби. В 2003 году они готовились принять вместе ещё один турнир, но из-за разногласий Новая Зеландия отказалась от проведения турнира, отдав это право Австралии полностью. Для борьбы за место проведения Новая Зеландия внесла в заявку проект расширения вместимости ряда стадионов, в том числе «Иден Парка», с целью повышения выгодности заявки.
- Япония никогда не принимала чемпионат мира по регби, но при этом у неё была инфраструктура, оставшаяся со времён чемпионата мира по футболу 2002 года. Победа Японии позволила бы впервые в истории провести чемпионат мира по регби в Азии.
- Южно-Африканская Республика принимала чемпионат мира в 1995 году: поддержку заявке обеспечивало Правительство ЮАР. Представлял заявку регбист Франсуа Пинар.

В июне-июле 2005 года члены Международного совета регби посетили все три страны-кандидата. 17 ноября 2005 года Международный совет регби присудил право проведения чемпионата мира Новой Зеландии. Несмотря на свою победу, Новая Зеландия выразила недовольство тем, что против её заявки проголосовала Австралия, пойдя против «духа АНЗАК». Япония в будущем получила всё-таки свой чемпионат мира, финальная часть которого пройдёт в 2019 году.

## Отборочный турнир
Из 20 участников первенства автоматически получили путёвки 12 команд, занявших в прошлом розыгрыше места в группах с первого по третье — ЮАР, Англия, Тонга, Австралия, Фиджи, Уэльс, Новая Зеландия, Шотландия, Италия, Аргентина, Франция и Ирландия.
Остальные 8 путёвок были разыграны в 5 континентальных отборочных турнирах. В целом состав участников чемпионата мира полностью повторил состав участников предыдущего чемпионата, за одним исключением — Россия заменила Португалию.

### Европа
Европейский квалификационный турнир проводился в рамках Кубка европейских наций. Две лучшие команды первого дивизиона получали прямые путёвки на чемпионат мира, третья команда первого дивизиона оспаривала место участника утешительного турнира с победителем плей-офф среди чемпионов прочих дивизионов, причём чем слабее дивизион, тем раньше его победитель подключался к плей-офф.
По итогам турнира прямые путёвки на первенство получили Грузия и Россия. Занявшее третье место в первом дивизионе Румыния в матче за выход в утешительный турнир обыграла победителя дивизиона 2А Украину.

### Африка
В африканской зоне проводился многоэтапный квалификационный турнир, на заключительном этапе которого 4 лучшие команды континента сформировали полуфинальные пары. Победитель получал прямую путёвку на чемпионат, финалист — место в утешительном турнире.
В полуфиналах Намибия победила Кот-д’Ивуар, а Тунис — Уганду. В финале победу одержали намибийцы, сборная Туниса вышла в утешительный турнир.

### Азия
В зоне Азии многоэтапные отборочные соревнования завершались круговым турниром пяти команд. Путёвку на мировое первенство получил победитель финального турнира — Япония, сборная Казахстана вышла в утешительный турнир.

### Океания
В зоне Океании сильнейшая команда зоны — Самоа встречалась в матчах за выход на чемпионат с победителем турнира остальных сборных, которым стала сборная Папуа — Новой Гвинеи. Самоа выиграла стыковые матчи и завоевала путёвку на чемпионат. В утешительный турнир из зоны Океании выход не предусматривался.

### Америка
На заключительном этапе многоступенчатого отбора в зоне Америки стыковые матчи сыграли две сильнейшие сборные континента — США и Канада. Победитель квалифицировался на чемпионат мира, проигравший оспаривал вторую путёвку с победителем турнира остальных сборных.
Канадцы победили сборную США в стыковых матчах, отправив её оспаривать вторую путёвку на первенство с Уругваем. США победили в этих матчах и присоединились к числу участников чемпионата, а Уругвай попал в утешительный турнир.

### Утешительный турнир
Четыре участника утешительного турнира боролись за последнюю путёвку на первенство, проводя стыковые матчи по системе с выбыванием. В полуфиналах Румыния победила Тунис, а Уругвай — Казахстан. В решающем матче Румыния переиграла Уругвай и завоевала заключительную путёвку на чемпионат мира.

## Регламент чемпионата
Регламент чемпионата не претерпел изменений по сравнению с прошлым первенством. 20 участвующих в турнире команд поделены на 4 группы, по 5 команд в каждой. Лучшие две команды каждой группы по итогам группового турнира выходят в ¼ финала. Далее соревнования проводятся по системе с выбыванием.
Очки за матч начисляются по системе с бонусами. Команде победительнице встречи начисляется 4 очка, проигравшей — 0, за ничью команды получают 2 очка. Кроме этого команды получают бонусное очко в случае реализации 4 и более попыток за игру (вне зависимости от исхода встречи), а также одно бонусное очко начисляется проигравшей команде в случае поражения в 7 и менее очков.

## Города и стадионы
48 матчей турнира принимали 12 стадионов в 11 различных городах Новой Зеландии. При этом в Окленде — крупнейшем городе страны, расположенном на Северном острове Новой Зеландии — были задействованы два стадиона («Иден парк» и «Норс Харбор»). В городе Данидин (Южный остров Новой Зеландии) для чемпионата был построен новый стадион «Форсит Барр» (открыт 5 августа 2011 года).
Матч открытия, оба полуфинала, матч за 3 место и финал проводились на стадионе «Иден Парк» в Окленде, центральной арене чемпионата. Четвертьфиналы состоялись в Веллингтоне (столице Новой Зеландии, расположенном на южной оконечности Северного острова) и в Окленде.
Первоначально в списках стадионов чемпионата присутствовала арена «Ланкастер парк» в Крайстчерче — крупнейшем городе Южного острова Новой Зеландии. Здесь предполагалось провести ряд игр, включая два четвертьфинала. После разрушительного землетрясения в Крайстчерче в феврале 2011 года, которое нанесло серьёзный ущерб стадиону, было решено исключить «Ланкастер парк» из числа арен первенства. Четвертьфиналы перенесли в Окленд, а матчи группового турнира, запланированные к проведению в Крайстчерче, распределили по другим городам.
| Город           | Стадион                                                 | Вместимость                                      | Игры групп |
| --------------- | ------------------------------------------------------- | ------------------------------------------------ | ---------- |
| Окленд          | Иден Парк                                               | 50 000 / 60 000 - с дополнит. временными местами | A, B, C, D |
| Веллингтон      | Вестпэк (Веллингтон Рэджионэл) (англ.: Westpac Stadium) | 36 000 / 40 000 - с дополнит. временными местами | A, B, C, D |
| Роторуа         | Роторуа Интернэшионэл (англ.: Rotorua Int.Stadium)      | 34 000                                           | C, D       |
| Данидин         | Форсит Барр (англ.: Forsyth Barr Stadium)               | 30 748                                           | B, C       |
| Гамильтон       | Ваикато                                                 | 25 800                                           | A, D       |
| Окленд          | Норс Харбор (англ.: North Harbour Stadium)              | 25 000                                           | A, D       |
| Фангареи        | Окара Парк                                              | 25 000                                           | A          |
| Нью-Плимут      | Йерроу (англ.: Yarrow Stadium)                          | 25 000                                           | C, D       |
| Нейпир          | Маклин Парк                                             | 22 000                                           | A          |
| Нельсон         | Трафальгар Парк (англ.: Trafalgar Park)                 | 20 800                                           | C          |
| Палмерстон-Норт | Арена Манавату                                          | 18 000                                           | B          |
| Инверкаргилл    | Регби Парк                                              | 17 000                                           | B          |

## Группы

### Группа А
| Команда        | 1     | 2     | 3     | 4     | 5     | В | Н | П | Разность | Бонус | Очки |
| -------------- | ----- | ----- | ----- | ----- | ----- | - | - | - | -------- | ----- | ---- |
| Новая Зеландия |       | 37:17 | 41:10 | 79:15 | 83:7  | 4 | 0 | 0 | 191      | 4     | 20   |
| Франция        | 17:37 |       | 14:19 | 46:19 | 47:21 | 2 | 0 | 2 | 28       | 3     | 11   |
| Тонга          | 10:41 | 19:14 |       | 20:25 | 31:18 | 2 | 0 | 2 | -18      | 1     | 9    |
| Канада         | 15:79 | 19:46 | 25:20 |       | 23:23 | 1 | 1 | 2 | -86      | 0     | 6    |
| Япония         | 7:83  | 21:47 | 18:31 | 23:23 |       | 0 | 1 | 3 | −115     | 0     | 2    |

#### Игры в группе
- Новая Зеландия 41 — 10 Тонга (9 сент., 20:30, Окленд — стадион «Иден Парк»)
- Франция 47 — 21 Япония (10 сент., 18:00, Окленд — стадион «Норс Харбор»)
- Тонга 20 — 25 Канада (14 сент., 17:00, Фарангеи)
- Новая Зеландия 83 — 7 Япония (16 сент., 20:00, Гамильтон)
- Франция 46 - 19 Канада (18 сент., 20:30, Нейпир)
- Тонга 31 — 18 Япония (21 сент., 19:30, Фарангеи)
- Новая Зеландия 37 — 17 Франция (24 сент., 20:30, Окленд — стадион «Иден Парк»)
- Канада 23 — 23 Япония (27 сент., 17:00, Нейпир)
- Франция 14 — 19 Тонга  (1 окт., 18:00, Веллингтон)
- Новая Зеландия 79 — 15 Канада (2 окт., 15:30, Веллингтон)

(Время игр — местное, опережает Московское время на 8 часов)

### Группа B
| Команда   | 1     | 2     | 3     | 4     | 5     | В | Н | П | Разность | Бонус | Очки |
| --------- | ----- | ----- | ----- | ----- | ----- | - | - | - | -------- | ----- | ---- |
| Англия    |       | 13:9  | 16:12 | 41:10 | 67:3  | 4 | 0 | 0 | 103      | 2     | 18   |
| Аргентина | 9:13  |       | 13:12 | 25:7  | 43:8  | 3 | 0 | 1 | 50       | 2     | 14   |
| Шотландия | 12:16 | 12:13 |       | 15:6  | 34:24 | 2 | 0 | 2 | 14       | 3     | 11   |
| Грузия    | 10:41 | 7:25  | 6:15  |       | 25:9  | 1 | 0 | 3 | −42      | 0     | 4    |
| Румыния   | 3:67  | 8:43  | 24:34 | 9:25  |       | 0 | 0 | 4 | −125     | 0     | 0    |

#### Игры в группе
- Шотландия 34 — 24 Румыния (10 сент., 13:00, Инверкаргилл)
- Аргентина 9 — 13 Англия (10 сент., 20:30, Данидин)
- Шотландия 15 — 6 Грузия (14 сент., 19:30, Инверкаргилл)
- Аргентина 43 — 8 Румыния (17 сент., 15:00, Инверкаргилл)
- Англия 41 — 10 Грузия (18 сент., 18:00, Данидин)
- Англия 67 — 3 Румыния (24 сент., 18:00, Данидин)
- Аргентина 13 — 12 Шотландия (25 сент., 20:30, Веллингтон)
- Грузия 25 — 9 Румыния (28 сент., 19:30, Палмерстон-Норт)
- Англия 16 — 12 Шотландия (1 окт., 20:30, Окленд — стадион «Иден Парк»)
- Аргентина 25 — 7 Грузия (2 окт., 13:00, Палмерстон-Норт)

(Время игр — местное, опережает Московское время на 8 часов)

### Группа C
| Команда   | 1     | 2     | 3     | 4     | 5     | В | Н | П | Разность | Бонус | Очки |
| --------- | ----- | ----- | ----- | ----- | ----- | - | - | - | -------- | ----- | ---- |
| Ирландия  |       | 15:6  | 36:6  | 22:10 | 62:12 | 4 | 0 | 0 | 101      | 1     | 17   |
| Австралия | 6:15  |       | 32:6  | 67:5  | 68:22 | 3 | 0 | 1 | 125      | 3     | 15   |
| Италия    | 6:36  | 6:32  |       | 27:10 | 53:17 | 2 | 0 | 2 | -3       | 2     | 10   |
| США       | 10:22 | 5:67  | 10:27 |       | 13:6  | 1 | 0 | 3 | −84      | 0     | 4    |
| Россия    | 12:62 | 22:68 | 17:53 | 6:13  |       | 0 | 0 | 4 | −139     | 1     | 1    |

#### Игры в группе
- Австралия 32 — 6 Италия (11 сент., 15:30, Окленд — стадион «Иден Парк»)
- Ирландия 22 — 10 США (11 сент., 18:00, Нью-Плимут)
- Россия 6 — 13 США (15 сент., 19:30, Нью-Плимут)
- Австралия 6 — 15 Ирландия (17 сент., 20:30, Окленд — стадион «Иден Парк»)
- Италия 53 — 17 Россия (20 сент., 19:30, Нельсон)
- Австралия 67 — 5 США (23 сент., 20:30, Веллингтон)
- Ирландия 62 — 12 Россия (25 сент., 18:00, Роторуа)
- Италия 27 — 10 США (27 сент., 19:30, Нельсон)
- Австралия 68 — 22 Россия (1 окт., 15:30, Нельсон)
- Ирландия 36 — 6 Италия (2 окт., 20:30, Данидин)

(Время игр — местное, опережает Московское время на 8 часов)

### Группа D
| Команда | 1     | 2     | 3     | 4     | 5     | В | Н | П | Разность | Бонус | Очки |
| ------- | ----- | ----- | ----- | ----- | ----- | - | - | - | -------- | ----- | ---- |
| ЮАР     |       | 17:16 | 13:5  | 49:3  | 87:0  | 4 | 0 | 0 | 142      | 2     | 18   |
| Уэльс   | 16:17 |       | 17:10 | 66:0  | 81:7  | 3 | 0 | 1 | 146      | 3     | 15   |
| Самоа   | 5:13  | 10:17 |       | 27:7  | 49:12 | 2 | 0 | 2 | 42       | 2     | 10   |
| Фиджи   | 3:49  | 0:66  | 7:27  |       | 49:25 | 1 | 0 | 3 | -108     | 1     | 5    |
| Намибия | 0:87  | 7:81  | 12:49 | 25:49 |       | 0 | 0 | 4 | −222     | 0     | 0    |

#### Игры в группе
- Фиджи 49 — 25 Намибия (10 сент., 15:30, Роторуа)
- ЮАР 17 — 16 Уэльс (11 сент., 20:30, Веллингтон)
- Самоа 49 — 12 Намибия  (14 сент., 14:30, Роторуа)
- ЮАР 49 — 3 Фиджи (17 сент., 18:00, Веллингтон)
- Уэльс 17 — 10 Самоа (18 сент., 15:30, Гамильтон)
- ЮАР 87 — 0 Намибия (22 сент., 20:00, Окленд — стадион «Норс Харбор»)
- Фиджи 7 — 27 Самоа (25 сент., 15:30, Окленд — стадион «Иден Парк»)
- Уэльс 81 — 7 Намибия (26 сент., 19:30, Нью-Плимут)
- ЮАР 13 — 5 Самоа (30 сент., 20:30, Окленд — стадион «Норс Харбор»)
- Уэльс 66 — 0 Фиджи (2 окт., 18:00, Гамильтон)

(Время игр — местное, опережает Московское время на 8 часов)

## Плей-офф
|  | Четвертьфиналы                              | Четвертьфиналы                             |                                            |           | Полуфиналы        | Полуфиналы        |  |  | Финал                                      | Финал |
|  |                                             |                                            |                                            |           |                   |                   |  |  |                                            |       |
|  | 8 окт, 18:00, Веллингтон, стадион "Вестпэк" |                                            |                                            |           |                   |                   |  |  |                                            |       |
|  |                                             |                                            |                                            |           |                   |                   |  |  |                                            |       |
|  | Ирландия (C1)                               | 10                                         |                                            |           |                   |                   |  |  |                                            |       |
|  | Ирландия (C1)                               | 10                                         | 15 окт, 21:00, Окленд, стадион "Иден Парк" |           |                   |                   |  |  |                                            |       |
|  | Уэльс (D2)                                  | 22                                         |                                            |           |                   |                   |  |  |                                            |       |
|  | Уэльс (D2)                                  | 22                                         | Уэльс (D2)                                 | 8         |                   |                   |  |  |                                            |       |
|  | 8 окт, 20:30, Окленд, стадион "Иден Парк"   |                                            | Уэльс (D2)                                 | 8         |                   |                   |  |  |                                            |       |
|  |                                             | Франция (A2)                               | 9                                          |           |                   |                   |  |  |                                            |       |
|  | Англия (B1)                                 | Франция (A2)                               | 9                                          | 12        |                   |                   |  |  |                                            |       |
|  | Англия (B1)                                 |                                            | 23 окт, 21:00, Окленд, стадион "Иден Парк" | 12        |                   |                   |  |  |                                            |       |
|  | Франция (A2)                                | 19                                         |                                            |           |                   |                   |  |  |                                            |       |
|  | Франция (A2)                                | 19                                         | Франция                                    | 7         |                   |                   |  |  |                                            |       |
|  | 9 окт, 18:00, Веллингтон, стадион "Вестпэк" |                                            | Франция                                    | 7         |                   |                   |  |  |                                            |       |
|  |                                             | Новая Зеландия                             | 8                                          |           |                   |                   |  |  |                                            |       |
|  | ЮАР (D1)                                    | Новая Зеландия                             | 8                                          | 9         |                   |                   |  |  |                                            |       |
|  | ЮАР (D1)                                    | 16 окт, 21:00, Окленд, стадион "Иден Парк" |                                            | 9         |                   |                   |  |  |                                            |       |
|  | Австралия (C2)                              | 11                                         |                                            |           |                   |                   |  |  |                                            |       |
|  | Австралия (C2)                              | 11                                         | Австралия (C2)                             | 6         | Матч за 3-е место | Матч за 3-е место |  |  |                                            |       |
|  | 9 окт, 20:30, Окленд, стадион "Иден Парк"   |                                            | Австралия (C2)                             | 6         | Матч за 3-е место | Матч за 3-е место |  |  |                                            |       |
|  |                                             | Новая Зеландия (A1)                        | 20                                         |           |                   |                   |  |  |                                            |       |
|  | Новая Зеландия (A1)                         | Новая Зеландия (A1)                        | 20                                         | 33        | Уэльс             | 18                |  |  |                                            |       |
|  | Новая Зеландия (A1)                         |                                            |                                            | 33        | Уэльс             | 18                |  |  |                                            |       |
|  | Аргентина (B2)                              | 10                                         |                                            | Австралия | 21                |                   |  |  |                                            |       |
|  | Аргентина (B2)                              | 10                                         |                                            |           | 21                |                   |  |  |                                            |       |
|  |                                             |                                            |                                            |           |                   |                   |  |  | 21 окт, 20:30, Окленд, стадион "Иден Парк" |       |
|  |                                             |                                            |                                            |           |                   |                   |  |  |                                            |       |

(Время игр — местное, опережает Московское время на 9 часов)

## Бомбардиры
| Игрок           | Сборная        | Очки | Детали  | Детали     | Детали   | Детали    |
| --------------- | -------------- | ---- | ------- | ---------- | -------- | --------- |
| Игрок           | Сборная        | Очки | Попытки | Реализации | Штрафные | Дроп-голы |
| Морне Стейн     | ЮАР            | 53   | 2       | 14         | 5        | 0         |
| Курт Морат      | Тонга          | 45   | 0       | 6          | 11       | 0         |
| Ронан О’Гара    | Ирландия       | 44   | 0       | 10         | 8        | 0         |
| Дмитрий Иашвили | Франция        | 37   | 0       | 8          | 7        | 0         |
| Колин Слэйд     | Новая Зеландия | 36   | 1       | 14         | 1        | 0         |
| Джеймс О’Коннор | Австралия      | 35   | 1       | 12         | 2        | 0         |
| Джеймс Эрлидж   | Япония         | 34   | 2       | 3          | 6        | 0         |
| Крис Эштон      | Англия         | 30   | 6       | 0          | 0        | 0         |
| Винсен Клерк    | Франция        | 30   | 6       | 0          | 0        | 0         |
| Рис Пристлэнд   | Уэльс          | 29   | 0       | 10         | 3        | 0         |
| Пири Веепу      | Новая Зеландия | 29   | 0       | 4          | 7        | 0         |